# Polariton
Les polaritons sont des quasiparticules issues du couplage fort entre une onde lumineuse et une onde de polarisation électrique. Plusieurs cas de figure sont possibles :
1. L'onde de polarisation est un phonon optique, c’est-à-dire essentiellement l'oscillation mécanique de deux atomes de charge opposée à l'intérieur d'un cristal. Les polaritons phononiques ont été beaucoup étudiés par la spectroscopie Raman dans les années 1970 - 80 et ont permis de mesurer la constante diélectrique à haute fréquence dans les semiconducteurs.
2. L'onde de polarisation est un plasmon dans un métal, c’est-à-dire essentiellement l'oscillation mécanique collective du nuage électronique d'un métal. Aux longueurs d'onde susceptibles de supporter des plasmons, l'onde lumineuse ne peut pas pénétrer dans le métal, cependant le couplage peut avoir lieu à l'interface métal/air (ou métal/diélectrique en général). Une telle onde de surface est ainsi appelée plasmon polariton de surface.
3. L'onde de polarisation est un exciton dans un semiconducteur. La mesure de la relation de dispersion des polaritons excitoniques dans le matériau massif a permis de mesurer la force d'oscillateur des excitons, ainsi que leur masse.
4. Un cas proche du précédent est celui où l'onde lumineuse est confinée dans une microcavité et l'exciton est confiné dans un puits quantique. Les polaritons de microcavités sont des quasiparticules bidimensionnelles ayant une très faible masse effective, et sont un candidat intéressant pour l'étude de la condensation de Bose-Einstein dans les semiconducteurs. D'autre part, un oscillateur paramétrique optique à très bas seuil a été démontré dans ces structures. Cet OPO fonctionne grâce à une non-linéarité {\displaystyle \chi ^{(3)}} provenant des collisions polariton-polariton.
5. De la même manière on peut confiner l'onde lumineuse dans une cavité térahertz (THz). Les photons interagissent avec les transitions électroniques intersousbandes des puits quantiques pour former des polaritons intersousbandes de cavité.

La présence des polaritons est observée par la présence d'un anticroisement dans les relations de dispersion de la lumière et celle d'une résonance « matérielle » qui peut être couplée à la lumière.

## Analogie avec un système de pendules couplés
Pour illustrer la notion de couplage fort, une analogie peut être faite avec un système mécanique composé de deux oscillateurs couplés, par exemple deux pendules identiques reliés par un fil de torsion. Chacun des deux pendules est l'analogue d'une des deux ondes : l'un représente l'onde lumineuse, l'autre représente l'onde de polarisation, et le fil de torsion introduit un couplage entre les deux. 
Deux cas de figure se présentent selon le mode d'excitation du système. Dans un premier cas, si l'on excite sélectivement un des deux pendules, le deuxième pendule se met en mouvement, puis absorbe toute l'énergie mécanique du système, avant que l'énergie mécanique du premier pendule n'augmente à nouveau. Ainsi, si l'on excite sélectivement l'un des deux pendules, l'énergie oscille de l'un à l'autre. En analogie, si la lumière est à la même fréquence que la résonance de polarisation ({\displaystyle \delta =0}), elle est absorbée et réémise plusieurs fois au cours de sa propagation, à une fréquence {\displaystyle \Omega _{R}}.
Cependant, il est également possible d'exciter le système selon un autre mode, par exemple les deux pendules en phase, ou encore en opposition de phase l'un par rapport à l'autre. Dans ce cas, l'énergie mécanique de chacun des pendules reste constante au cours du temps (en négligeant l'amortissement global du système dû aux pertes). Puisque le mouvement des pendules reste alors identique à lui-même au cours du temps, de tels modes sont appelés modes stationnaires du système couplé. En analogie avec le système mécanique, une onde stationnaire peut également être créée, mixte en ce sens que les deux ondes de départ sont excitées simultanément. Les polaritons correspondent aux quanta de cette onde mixte.
Le couplage entre les deux ondes peut être quantifié par une grandeur énergétique appelée dédoublement de Rabi {\displaystyle \hbar \Omega _{R}}, où {\displaystyle \Omega _{R}} est la pulsation de Rabi. Le couplage entre les deux ondes n'a pas d'influence lorsque la différence de fréquence {\displaystyle \delta } entre les deux ondes vérifie {\displaystyle |\delta |\gg \Omega _{R}}, et les deux ondes peuvent être considérées comme indépendantes. En revanche, le concept de polariton prend toute son importance lorsque {\displaystyle |\delta |\sim \Omega _{R}}.

## Polaritons phononiques

### Modélisation du couplage entre le champ électromagnétique et les phonons
Pour pousser plus loin l'analogie ci-dessus, on modélise le couplage entre la lumière et les phonons optiques de manière simplifiée, tout en restant dans le cadre de la physique classique. On suppose un cristal infini dont la maille primitive contient deux ions, chargés +/– et bougeant en sens opposé, leur déplacement par rapport à l'équilibre étant représenté par le vecteur {\displaystyle \pm \mathbf {w} (\mathbf {r} ,t)}. Puisque les ions se déplacent en opposition de phase, une onde de déformation {\displaystyle \mathbf {w} (\mathbf {r} ,t)=\mathbf {w} _{0}\exp[i(\mathbf {k.r} -\omega t)]} correspond au passage d'un phonon optique dans le cristal. La résonance entre l'onde lumineuse et ce phonon optique a lieu pour des longueurs d'onde très grandes devant le pas du réseau – dans le cas des phonons optiques λ~100µm contre a~0.5nm. À cette échelle, il est tout à fait justifié de considérer que {\displaystyle \mathbf {w} } varie continument, ce que l'on a fait implicitement en écrivant {\displaystyle \mathbf {w} =\mathbf {w} (\mathbf {r} ,t)}, ainsi que de négliger la dispersion des phonons optiques. En l'absence de force extérieure, on suppose donc que le mouvement des ions répond à l'équation suivante :
{\displaystyle \mathbf {\ddot {w}} =-\omega _{0}^{2}\mathbf {w} ,}
où {\displaystyle \omega _{0}} est la fréquence des phonons optiques – dans cette équation, le champ w peut être longitudinal ou transverse. Cette équation n'est valable que si l'on néglige le couplage entre les phonons et le champ électromagnétique. Ce dernier agit sur les atomes par une force de Lorentz :
{\displaystyle \mathbf {\ddot {w}} =-\omega _{0}^{2}\mathbf {w} +a\mathbf {E} .}
En retour, les ions constituent un dipôle susceptible de rayonner. La polarisation est donnée par
{\displaystyle {\tfrac {\mathbf {P} }{\epsilon _{0}}}=a'\mathbf {w} +\chi _{\infty }\mathbf {E} ,}
où {\displaystyle \chi _{\infty }} représente la susceptibilité électrique due à tous les autres dipôles créés par le champ E, comme la polarisabilité du nuage électronique entourant chaque ion.
La dynamique de E est donnée par les équations de Maxwell :
{\displaystyle {\begin{aligned}\operatorname {div} \mathbf {E} &={\frac {\rho _{\text{liee}}}{\epsilon _{0}}}=-{\frac {\operatorname {div} \mathbf {P} }{\epsilon _{0}}}\\\operatorname {div} \mathbf {B} &=0\\\operatorname {rot} \mathbf {E} &=-{\frac {\partial \mathbf {B} }{\partial t}}\\\operatorname {rot} \mathbf {B} &={\frac {1}{c^{2}}}{\frac {\partial \mathbf {E} }{\partial t}}+\mu _{0}{\frac {\partial \mathbf {P} }{\partial t}}\end{aligned}}}

### Recherche de modes propres
On obtient donc un système d'équations où la dynamique du champ électromagnétique est couplée à la dynamique du champ de déformation, via les constantes a et a. On peut donc appliquer la procédure de seconde quantification utilisée en optique quantique pour trouver les photons à partir des champs 'E et B dans le vide. Cette procédure commence par rechercher les modes propres du système d'équations. On recherche donc des solutions où tous les champs varient comme exp[i(k.r–ωt)]. Les équations deviennent alors
{\displaystyle {\begin{aligned}&(1)&-\omega ^{2}\mathbf {w} &=-\omega _{0}^{2}\mathbf {w} +a\mathbf {E} ,\\&(2)&{\tfrac {\mathbf {P} }{\epsilon _{0}}}&=a'\mathbf {w} +\chi _{\infty }\mathbf {E} ,\\&(3)&\mathbf {k} .(\mathbf {E} +{\tfrac {\mathbf {P} }{\epsilon _{0}}})&=0,\\&(4)&\mathbf {k.B} &=0,\\&(5)&\mathbf {k\times E} &=\omega \mathbf {B} ,\\&(6)&\mathbf {k\times B} &=-{\frac {\omega }{c^{2}}}(\mathbf {E} +{\tfrac {\mathbf {P} }{\epsilon _{0}}}).\end{aligned}}}

Relation de dispersion des polaritons phononiques dans le GaP. Les courbes rouges sont les relations de dispersion des phonons et des photons en l'absence de couplage (Ω = 0), et les courbes noires sont calculées selon le modèle présenté dans le texte.

Il n'existe pas de mode propre purement mécanique, car si {\displaystyle \mathbf {E} =0}, on a {\displaystyle \mathbf {B} =0} (5), puis {\displaystyle \mathbf {P} =0} (6), puis {\displaystyle \mathbf {w} =0} (2) si {\displaystyle a'\neq 0}.
En exprimant {\displaystyle \mathbf {w} } et {\displaystyle \mathbf {P} } en fonction de {\displaystyle \mathbf {E} }, l'équation (3) devient :
{\displaystyle \left(1+\chi _{\infty }+{\frac {aa'}{\omega _{0}^{2}-\omega ^{2}}}\right)\,(\mathbf {k.E} )=0.}
Les deux facteurs de ce produit peuvent être nuls, ce qui conduit à deux situations possibles :
1. des ondes longitudinales où  {\displaystyle \mathbf {B} =0} et {\displaystyle \mathbf {E} } et {\displaystyle \mathbf {w} } sont parallèles à {\displaystyle \mathbf {k} }, et dont la relation de dispersion est
{\displaystyle \omega ^{2}=\omega _{0}^{2}+{\frac {a\,a'}{1+\chi _{\infty }}}={\text{const}};}
2. des ondes transverses où {\displaystyle \mathbf {E} }, {\displaystyle \mathbf {B} } et {\displaystyle \mathbf {w} } sont perpendiculaires à {\displaystyle \mathbf {k} }, dont la relation de dispersion est
{\displaystyle \mathbf {k} ^{2}={\frac {\omega ^{2}}{c^{2}}}\left[1+\chi _{\infty }+{\frac {a\,a'}{\omega _{0}^{2}-\omega ^{2}}}\right].}

## Condensé de cristal photonique
En 2025 des condensats de polaritons à cristaux photoniques d'état supersolide ont été créées en utilisant des condensats atomiques ultrafroids de Bose-Einstein (BEC) couplés à des champs électromagnétiques,.